# Agylloides
De Agylloides vormen een geslacht van nachtvlinders uit tropisch Afrika, uit de onderfamilie der beervlinders (Arctiinae) uit de familie van de spinneruilen (Erebidae),

## Soorten
- A. asurella Strand, 1912
- A. problematica Strand, 1912